# 南西戦線 (ソ連軍)
南西戦線（ロシア語: Юго-Западный фронт、南西方面軍、もしくは南西正面軍とも）は、第二次世界大戦中（独ソ戦初期と中期）に2度に渡りソ連南西部に設置された赤軍の方面軍級部隊。

## 第1編成（1941年6月～1942年7月）
最初の南西戦線は、1941年6月22日、キエフ特別軍管区（第5軍、第6軍、第12軍、第26軍）に基づき創設された。事後、第3軍、第9軍、第13軍、第21軍、第28軍、第37軍、第38軍、第40軍、第57軍、第61軍、第8航空軍が配属された。
1941年の国境会戦時、戦線部隊は、優勢なドイツ南方軍集団と交戦し、ドゥブノ、ルーツキー、ロヴノ郊外の戦車戦で敵に損害を与え、その前進を遅滞させた。7月中旬、キエフ郊外で敵を停止させ、7月後半～8月初め、南部戦線と協同で、右岸ウクライナのソ連軍を撃破しようとする敵の意図を破砕した。
1941年9月～10月、南西戦線は、クルスク、ハリコフ、イジューム東方まで退却した。12月、戦線右翼がエレツク作戦を行い、1942年1月、南部戦線と協同でバルヴェンコ・ロゾフ作戦を行い、100kmを前進し、北ドネツ右岸に橋頭堡を確保した。
1942年7月12日、同日付の最高司令部スタフカの命令に基づき、南西戦線は解散された。隷下部隊の第9軍、第28軍、第57軍は南部戦線に、第21軍と第8航空軍はスターリングラード戦線に配属された。

### 編制
- 第5軍 - 1941年6月22日から
- 第6軍 - 1941年6月22日から
- 第12軍 - 1941年6月22日から
- 第26軍 - 1941年6月22日から
- 第3軍
- 第9軍 - 1942年7月12日に南部戦線
- 第13軍
- 第21軍 - 1942年7月12日にスターリングラード戦線
- 第28軍 - 1942年7月12日に南部戦線
- 第37軍
- 第38軍
- 第40軍
- 第57軍 - 1942年7月12日に南部戦線
- 第61軍
- 第8航空軍 - 1942年7月12日にスターリンラード戦線

### 指揮官
司令官：
1. ミハイル・キルポノス大将（1941年6月～9月）
2. セミョーン・ティモシェンコソ連邦元帥（1941年9月～12月）
3. F.コステンコ中将（1941年12月～1942年4月）
4. セミョーン・ティモシェンコソ連邦元帥（1942年4月～7月）

軍事会議議員：
1. E.ルィノフ師団委員（1941年6月～8月）
2. M.ブルミステンコウクライナ共産党（ボリシェヴィキ）中央委員会書記（1941年8月～9月）
3. ニキータ・フルシチョフウクライナ共産党（ボリシェヴィキ）中央委員会書記（1941年9月～1942年7月）
4. K.グロフ師団委員（1942年1月～7月）

参謀長：
1. マクシム・プルカエフ中将（1941年6月～7月）
2. V.トゥピコフ少将（1941年7月～9月）
3. A.ポクロフスキー少将（1941年9月～10月）
4. P.ボディン少将（1941年10月～1942年3月）
5. イワン・バグラミャン中将（1942年4月～6月）
6. P.ボディン中将（1942年6月～7月）

## 第2編成（1942年10月～1943年10月）
2度目の南西戦線は、1942年10月25日、10月22日付最高司令部スタフカの命令に基づき、第21軍（後に第1親衛軍）、第63軍（後に第3親衛軍）、第5戦車軍、第17航空軍から編成された。事後、第5打撃軍、第6軍、第12軍、第46軍、第57軍、第62軍（後に第8親衛軍）、第3戦車軍、第2航空軍が配属された。
1942年11月、戦線部隊は、スターリングラード戦線及びドン戦線と協同で、スターリングラード郊外で反攻に転じ、ドイツ軍を包囲した。同年12月、ヴォロネジ戦線の支援の下、スレドニェドン作戦を実施し、敵のスターリングラードの包囲解除の試みを最終的に破砕した。
1943年1月、戦線の一部部隊が、オストロゴシュク・ロッソシャン作戦に参加し、南部戦線と協同でドンバス方面で攻勢を展開した。戦線部隊は、北ドネツを強行渡河し、200～280km前進した。2月19日までに、ドニエプロペトロフスクへの接近経路に進出したが、ドイツ軍の反攻により、3月初めまでに北ドネツに退却した。1943年8月～9月、南西戦線は、南部戦線と共同で、ドンバス戦略作戦を実施し、ドンバスを解放した。同年10月、戦線部隊は、ザポロージェ作戦を行い、ドニエプル左岸の敵橋頭堡を撃滅し、ザポージェを解放した。
1943年10月20日、10月16日付最高司令部スタフカの命令に基づき、南西戦線は、第3ウクライナ戦線に改称された。

### 編制
- 第21軍（第1親衛軍） - 1942年10月25日から
- 第63軍（第3親衛軍） - 1942年10月25日から
- 第5戦車軍 - 1942年10月25日から
- 第17航空軍 - 1942年10月25日から
- 第5打撃軍
- 第6軍
- 第12軍
- 第46軍
- 第57軍
- 第62軍（第8親衛軍）
- 第3戦車軍
- 第2航空軍

### 指揮官
司令官：
1. ニコライ・ヴァトゥーチン上級大将（1942年10月～1943年3月）
2. ロディオン・マリノフスキー上級大将（1943年3月～10月）

軍事会議議員：
1. A.ジェルトフ軍団委員（1942年10月～1943年10月）

参謀長：
1. G.ステリマフ少将（1942年10月～12月）
2. S.イワノフ少将（1942年12月～1943年5月）
3. F.コルジェネヴィッチ少将（1943年5月～10月）